# Henri Grégoire
Henri Grégoire (n. 21 martie 1881, Huy, Valonia, Belgia – d. 28 septembrie 1964, région métropolitaine de Bruxelles, Valonia, Belgia) a fost un eminent savant preocupat de istoria Imperiului bizantin, fiind practic fondatorul bizantinisticii în Belgia.
Grégoire a petrecut cea mai mare parte a carierei sale de profesor predând la Université libre de Bruxelles. În 1938, a fost profesor la New School for Social Research, iar în timpul celui de al doilea război mondial a fost membru al École libre des hautes études.
A fost editorul a patru reviste de specialitate (Byzantion, Nouvelle Clio, Annuaire de l'Institut de Philologie et d'Histoire Orientales et Slaves și Flambeau), la care a fost un prolific autor, publicând până în anul 1953 un număr de 575 de titluri.
Grégoire s-a impus în special prin lucrările sale referitoare la poezia epică medievală, în principal la poemul popular bizantin Digenis Akritas.